# Charles Leduc
 (novembre 2015).
Si vous disposez d'ouvrages ou d'articles de référence ou si vous connaissez des sites web de qualité traitant du thème abordé ici, merci de compléter l'article en donnant les références utiles à sa vérifiabilité et en les liant à la section « Notes et références ».

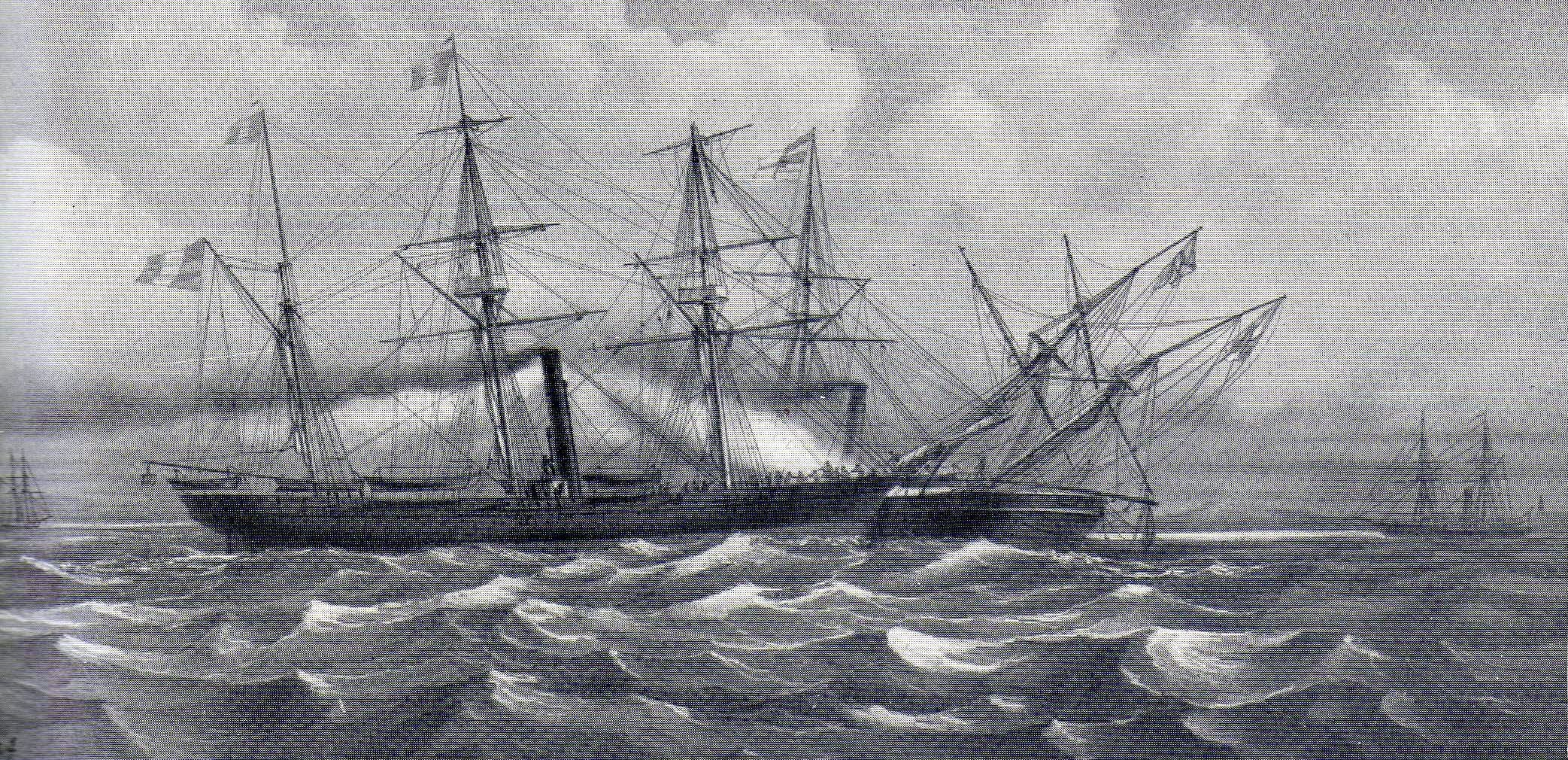
Combat du Bouvet et du Météor, gravure.

Charles Leduc, né à Nantes le 7 janvier 1831, où il est mort le 23 octobre 1911, est un peintre et un dessinateur français. Ancien marin, les navires et les paysages maritimes constituent ses sujets de prédilection.

## Biographie

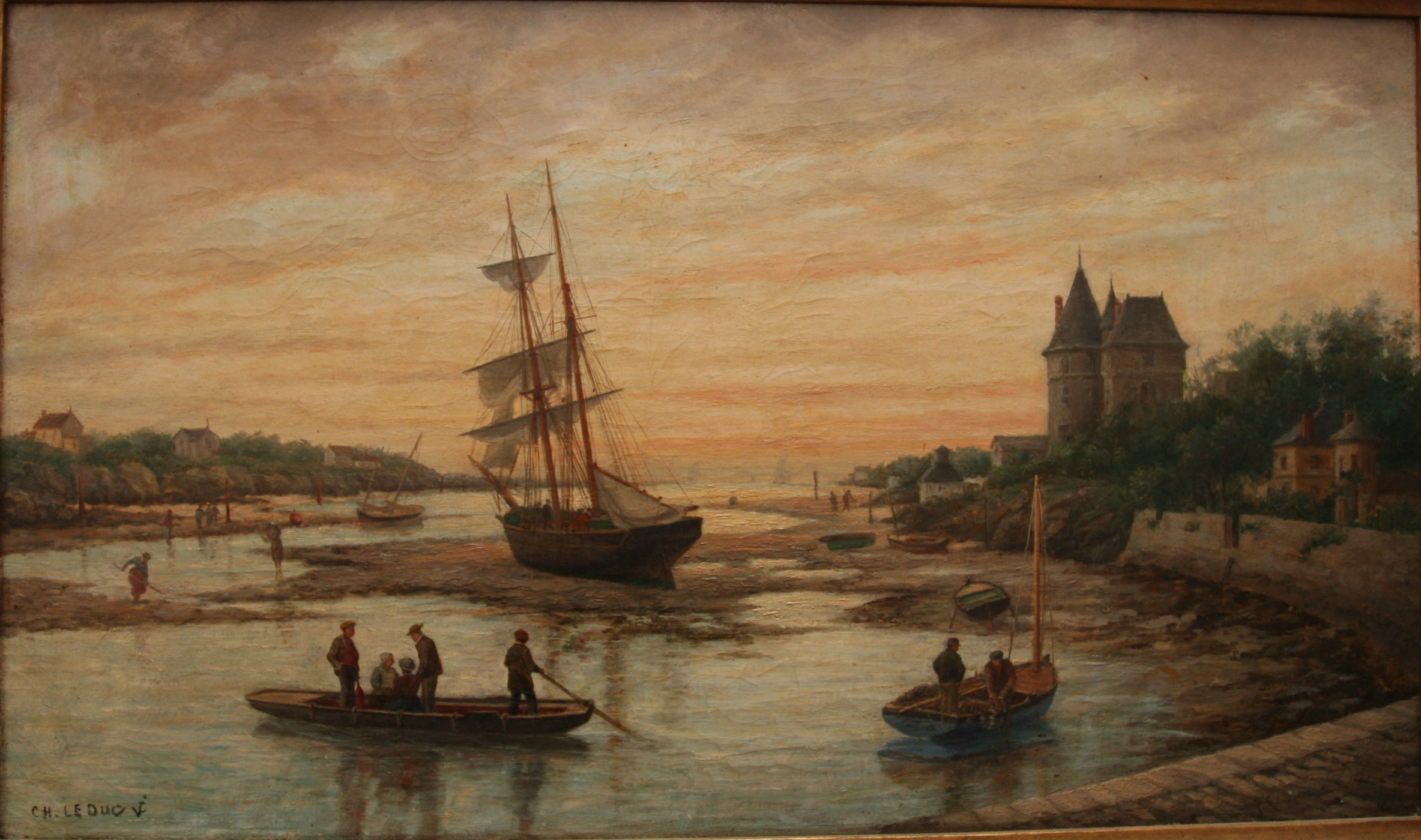
Port de Pornic (vers 1898-1903), œuvre non sourcée, localisation inconnue.

Fils de Charles Girard-Leduc et d'Elisabeth Lelan, Charles Leduc est né dans une famille de négociants nantais. Son grand-père qui était d'Arnay-le-Duc, avait changé son nom de Girard en celui de Leduc, ceci pour ne pas être confondu avec un homonyme qu'il n'appréciait pas pendant son service militaire. Il épouse Loïsa Ferrus, fille d'un négociant nantais et mère, d'un premier mariage, de Maurice et Paul Chabas.
Il commence dans la vie active, après des études sans éclats comme commis chez un oncle qui dirige une entreprise d'engrais à Nantes. Après avoir jeté un encrier à la tête de son oncle-patron, celui-ci le met à la porte et il embarquera sur le premier bateau en partance. Il deviendra pour huit ans marin au long-cours, dont quatre années de service militaire. Cette expérience de premier ordre lui assurera une parfaite maîtrise de ses sujets lorsqu'il se lancera dans le dessin.
À l’issue de son service militaire, il devient l'élève de Charles Le Roux à Paris, ancien élève de Corot, puis établit son atelier à Nantes, au no 30 rue de la Fosse avec son frère Alfred Leduc, également peintre et élève de Henri Lehmann. Charles Leduc sera également l'élève du peintre Louis Français.
C'est à Nantes qu'il dresse des portraits de navire de commerce, à la demande des armateurs, dans l'esprit des « Pierhead painters », ces peintres qui travaillaient dans les plus grands ports de commerce en Amérique et en Europe au XIXe siècle. Il représente également des navires de plaisance.
On lui doit aussi une série de lithographies classiques consacrées aux paquebots ainsi qu’à la flotte de guerre qui fut publiée pour l'essentiel entre 1867 et 1893. La précision de ses dessins et les annotations techniques qu’il y portait en font un témoignage important de l'histoire de la marine à la fin du XIXe siècle.
Ses œuvres au fusain ou ses huiles sur toile firent sa réputation et témoignent de compositions plus ambitieuses sur le plan pictural, de même que ses vues des ports de Nantes, du Croisic, de Saint-Nazaire, de Pornic ou de l’estuaire de la Loire. Son frère Alfred Leduc et lui eurent pour élève Maxime Maufra.
Artiste éclectique, il a exercé outre la profession de marin et de peintre, les métiers de mécanicien, d'ébéniste, de maquettiste et d'architecte naval. Il fut aussi le correspondant du journal Le Yacht depuis sa fondation, ainsi que celui du Monde illustré.
En 1854, Charles Leduc est décoré pour avoir sauvé de la noyade le mousse d'un brick. Le diplôme fait état de ses onze précédents sauvetages.
Il signait ses œuvres « Ch.Leduc », « C.Leduc » ou « Ch.L.», avec une ancre, prérogative de peintre officiel de la Marine).
Près de cent lithographies sont répertoriées au département des Estampes et de la Photographie de la Bibliothèque nationale de France.

## Œuvres dans les collections publiques
- Nantes, musée des beaux-arts ;
- Nantes, musée des Salorges ;
- Paris, musée national de la Marine ;
- Paris, département des Estampes et de la Photographie de la Bibliothèque nationale de France.

## Salons
- Salon de Nantes de 1872 :
  - Rochers du bourg de Batz (étude), huile sur toile ;
  - Rivières de Chagress, huile sur toile ;
  - Marine, effet du matin, huile sur toile ;
- Salon de Nantes de 1882 : Vues des ports de la côte ouest, porcelaines, médaille de vermeil
- Salon de Nantes :  Marine devant le Croisic, bateau de pêche à la sardine, huile sur toile ;
- Salon de Rennes de 1887 :
  - Port des Sables, huile sur toile ;
  - Le Tonkin, huile sur toile ;
- Salon de Saint-Brieuc : Fêtes de Cherbourg, huile sur toile, médaille d'argent
- Salon de Rochefort : Dérodage à La Réunion, huile sur toile, mention honorable
- Salon des artistes français: La Pêche aux huîtres à Cancale, huile sur toile.